# Kruta Hora, Domanivka
Kruta Hora (în ucraineană Крута Гора) este un sat în comuna Oleksandrivka din raionul Domanivka, regiunea Mîkolaiiv, Ucraina.